# Горка Іраїсос
Горка Іраїсос (ісп. Gorka Iraizoz, нар. 6 березня 1981, Памплона) — іспанський футболіст, воротар клубу «Атлетік Більбао». Також відомий виступами за «Еспаньйол».

## Ігрова кар'єра
Народився 6 березня 1981 року в місті Памплона. Вихованець футбольної школи клубу «Атлетік Більбао».
У дорослому футболі дебютував 1999 року виступами за команду «Басконія», де-факто третю команду «Атлетіка»,в якій провів один сезон, взявши участь у 20 матчах чемпіонату.
2000 року був заявлений за другу команду «Атлетіка», «Більбао Атлетик», у складі якої втім жодної гри не провів. Натомість 2001 року був відданий в оренду до іншої баскської команди «Герніки», з якою невдовзі уклав понвоцінний контракт.
2002 року перебрався до Каталонії, уклавши контракт «Еспаньйола», грав за другу команду клубу. Протягом 2004–2005 років на умовах оренди грав за «Ейбар», після чого повернувся до «Еспаньйола», де, втім, здебільшого був резервним голкіпером, дублером камерунського воротаря Ідрісса Камені.
2007 року повернувся до Більбао, де починав свій шлях у футболі, ставши основним воротарем місцевого «Атлетіка».

## Титули
- Володар Кубка Іспанії:

«Еспаньйол»: 2005-06
- Володар Суперкубка Іспанії:

«Атлетік»: 2015